# Championnat du monde des voitures de tourisme 1987
Navigation
2005
Le championnat du monde des voitures de tourisme 1987 est la 1re saison du championnat du monde des voitures de tourisme (WTCC). Organisé en parallèle du championnat d'Europe des voitures de tourisme, il a commencé le 22 mars 1987 et s'est terminé le 15 novembre après 11 courses. Par rapport au championnat européen, le championnat du monde comportait des manches en Australie, en Nouvelle-Zélande et au Japon. Il était disputé avec des voitures répondant à la réglementation Groupe A. Contrairement au championnat du monde des voitures de tourisme du XXIe siècle, le WTCC 1987 se disputait selon un format endurance avec plusieurs pilotes par voiture et des épreuves longues à l'instar des 24 Heures de Spa. À la fin de l'année 1987, la FIA décide d'arrêter le championnat, et il faudra attendre 2005 pour voir apparaître un nouveau championnat du monde de tourisme qui disparaitra fin 2017 pour faire place à la coupe du monde des voitures de tourisme (WTCR).

## Pilotes et écuries
L'inscription de 15 voitures a été enregistrée pour ce championnat. De nombreux autres concurrents ont participé aux courses lors de la saison, mais seuls les pilotes ci-dessous ont pu marquer des points au championnat.
| No. | Ecurie                                                         | Voiture                                    | Div. | Pneumatiques | Pilotes |
| --- | -------------------------------------------------------------- | ------------------------------------------ | ---- | ------------ | --- |
| 1   | Pro Team Italia/Imberti                                        | Maserati Biturbo                           | 3    | Dunlop       | Bruno Giacomelli Armin Hahne Marcello Gunella Mario Hytten Nicola Tesini Kevin Bartlett                             |
| 6   | Eggenberger Motorsport                                         | Ford Sierra RS Cosworth Ford Sierra RS 500 | 3    | Pirelli      | Steve Soper Klaus Niedzwiedz Pierre Dieudonné                                                                       |
| 7   | Eggenberger Motorsport                                         | Ford Sierra RS Cosworth Ford Sierra RS 500 | 3    | Pirelli      | Andy Rouse Thierry Tassin Klaus Ludwig Pierre Dieudonné Klaus Niedzwiedz                                            |
| 8   | Andy Rouse Engineering                                         | Ford Sierra RS Cosworth Ford Sierra RS 500 | 3    | Pirelli      | Klaus Ludwig Pierre Dieudonné Andy Rouse Thierry Tassin Win Percy Armin Hahne Bernd Schneider                       |
| 40  | Schnitzer Motorsport                                           | BMW M3                                     | 2    | Yokohama     | Ivan Capelli Roberto Ravaglia Roland Ratzenberger Emanuele Pirro                                                    |
| 42  | CiBiEmme Sport                                                 | BMW M3                                     | 2    | Pirelli      | Riccardo Patrese Johnny Cecotto Gianfranco Brancatelli Mauro Baldi                                                  |
| 43  | Bigazzi                                                        | BMW M3                                     | 2    | Pirelli      | Luis Pérez-Sala Olivier Grouillard Winfried Vogt                                                                    |
| 46  | Schnitzer Motorsport                                           | BMW M3                                     | 2    | Yokohama     | Emanuele Pirro Roland Ratzenberger Roberto Ravaglia Markus Oestreich Dieter Quester                                 |
| 75  | Alfa Corse                                                     | Alfa Romeo 75 Turbo                        | 2    | Pirelli      | Alessandro Nannini Michael Andretti Jacques Laffite Paolo Barilla Giorgio Pianta Jean-Louis Schlesser Nicola Larini |
| 76  | Alfa Corse                                                     | Alfa Romeo 75 Turbo                        | 2    | Pirelli      | Giorgio Francia Paolo Barilla Jean-Louis Schlesser Giorgio Pianta Alessandro Nannini                                |
| 77  | Brixia Corse                                                   | Alfa Romeo 75 Turbo                        | 2    | Pirelli      | Rinaldo Drovandi Claudio Langes Gabriele Tarquini                                                                   |
| 78  | Brixia Corse                                                   | Alfa Romeo 75 Turbo                        | 2    | Pirelli      | Carlo Rossi Alessandro Santin                                                                                       |
| 79  | Albatech                                                       | Alfa Romeo 75 Turbo                        | 2    | Pirelli      | Walter Voulaz Marcello Cipriani d'Avanzo Massimo Siena                                                              |
| 80  | Q-Racing                                                       | Alfa Romeo 75 Turbo                        | 2    | Pirelli      | Thomas Lindström Mikael Naebrink                                                                                    |
| 100 | Alfa Corse, Alfa Romeo Benelux, Scuderia Autolodi Corse S.r.l. | Alfa Romeo 33                              | 1    | Pirelli      | Toby Giovanni Maggiorelli Luis Villamil Alain Thiebaut Daniele Toffoli Giorgio Francia                              |

## Calendrier et résultats
| Manche | Date        | Pays             | Circuit, Nom de la course          | Vainqueur au général | Vainqueur au général                                                                         | Vainqueur au championnat | Vainqueur au championnat                                            |
| Manche | Date        | Pays             | Circuit, Nom de la course          | #                    | Pilotes - Tours / Voiture                                                                    | #                        | Pilotes - Tours, Position au général                                |
| 1      | 22 mars     | Italie           | Monza 500 km di Monza              | 5                    | Allan Moffat John Harvey 86 tours / Holden VL Commodore                                      | 79                       | Walter Voulaz Marcello Cipriani 79 tours, 7e                        |
| 2      | 19 avril    | Espagne          | Jarama Marlboro 4 Horas de Jarama  | 46                   | Emanuele Pirro Roberto Ravaglia Roland Ratzenberger 150 tours / BMW M3                       | (voir à gauche)          | (voir à gauche)                                                     |
| 3      | 10 mai      | France           | Dijon 500 km de Bourgogne          | 42                   | Gianfranco Brancatelli Johnny Cecotto 112 tours / BMW M3                                     | (voir à gauche)          | (voir à gauche)                                                     |
| 4      | 12 juillet  | Allemagne        | Nürburgring                        | 7                    | Klaus Ludwig Klaus Niedzwiedz Pierre Dieudonné * 111 tours / Ford Sierra RS Cosworth         | (voir à gauche)          | (voir à gauche)                                                     |
| 5      | 1er août~2  | Belgique         | Spa-Francorchamps 24 Heures de Spa | 48                   | Eric van de Poele Jean-Michel Martin Didier Theys 481 tours / BMW M3                         | 43                       | Luis Pérez-Sala Olivier Grouillard Winfried Vogt 473 tours, 2e      |
| 6      | 16 août     | Tchéquie         | Brno                               | 7                    | Klaus Ludwig Klaus Niedzwiedz 93 tours / Ford Sierra RS 500                                  | (voir à gauche)          | (voir à gauche)                                                     |
| 7      | 6 septembre | Royaume-Uni      | Silverstone                        | 48                   | Enzo Calderari Fabio Mancini 105 tours / BMW M3                                              | 46                       | Emanuele Pirro Roberto Ravaglia Roland Ratzenberger * 105 tours, 2e |
| 8      | 4 octobre   | Australie        | Bathurst Bathurst 1000km           | 10                   | David "Skippy" Parsons Peter Brock Peter McLeod Jon Crooke * 158 tours / Holden VL Commodore | 42                       | Gianfranco Brancatelli Johnny Cecotto 154 tours / 7e                |
| 9      | 11 octobre  | Australie        | Calder Calder 500km                | 6                    | Steve Soper Pierre Dieudonné Klaus Niedzwiedz * 120 tours / Ford Sierra RS 500               | (voir à gauche)          | (voir à gauche)                                                     |
| 10     | 26 octobre  | Nouvelle-Zélande | Wellington Wellington 500km        | 7                    | Klaus Ludwig Klaus Niedzwiedz 150 tours / Ford Sierra RS 500                                 | (voir à gauche)          | (voir à gauche)                                                     |
| 11     | 15 novembre | Japon            | Fuji Inter TEC 500km               | 6                    | Klaus Ludwig Klaus Niedzwiedz 112 tours / Ford Sierra RS 500                                 | (voir à gauche)          | (voir à gauche)                                                     |

## Résultats du championnat

### Pilotes
| Pos | Pilote                 | Voiture                                    | Mon | Jar | Dij | Nur | Spa | Brn | Sil | Bat | Cal | Wel | Fuj | Points |
| --- | ---------------------- | ------------------------------------------ | --- | --- | --- | --- | --- | --- | --- | --- | --- | --- | --- | ------ |
| 1   | Roberto Ravaglia       | BMW M3                                     | DSQ | 1er | Abd | 2e  | Abd | 4e  | 1er | 3e  | 2e  | 2e  | 2e  | 269    |
| 2   | Klaus Ludwig           | Ford Sierra RS Cosworth Ford Sierra RS 500 | DSQ | 4e  | 4e  | 1er | Abd | 1er | 4e  | DSQ | 5e  | 1er | 1er | 268    |
| 2   | Klaus Niedzwiedz       | Ford Sierra RS Cosworth Ford Sierra RS 500 | DSQ | 5e  | 3e  | 1er | Ret | 1er | 4e  | DSQ | 5e  | 1er | 1er | 268    |
| 4   | Emanuele Pirro         | BMW M3                                     | DSQ | 1er | Abd | 2e  | Abd | Abd | 1er | 3e  | 2e  | 2e  | 2e  | 244    |
| 5   | Pierre Dieudonné       | Ford Sierra RS Cosworth Ford Sierra RS 500 | DSQ | 4e  | 4e  | Abd | Abd | 2e  | 7e  | DSQ | 1er | 3e  | 4e  | 193    |
| 5   | Steve Soper            | Ford Sierra RS Cosworth Ford Sierra RS 500 | DSQ | 5e  | 3e  | Abd | Abd | 2e  | 7e  | DSQ | 1er | 3e  | 4e  | 193    |
| 7   | Olivier Grouillard     | BMW M3                                     | DSQ | 3e  |     | 4e  | 1er | 3e  | Abd | 2e  |     | Abd | 6e  | 164    |
| 8   | Johnny Cecotto         | BMW M3                                     | DSQ | 6e  | 1er | Abd | Abd | 5e  | Abd | 1er | 4e  | Abd | 5e  | 158    |
| 8   | Gianfranco Brancatelli | BMW M3                                     |     | 6e  | 1er | Abd | Abd | 5e  | Abd | 1er | 4e  | Abd | 5e  | 158    |
| 10  | Roland Ratzenberger    | BMW M3                                     | DSQ | 2e  | Abd | 3e  | 6e  | 4e  | Abd | Abd | 3e  | 4e  |     | 146    |
| 11  | Luis Pérez-Sala        | BMW M3                                     | DSQ | 3e  |     | 4e  | 1er | 3e  | Abd |     |     |     | 6e  | 134    |
| 12  | Giorgio Francia        | Alfa Romeo 75 Turbo Alfa Romeo 33          | Abd | Abd | 6e  | 7e  | 5e  | Abd | 2e  | Abd | 6e  | 5e  |     | 130    |
| 13  | Markus Oestreich       | BMW M3                                     | DSQ |     | Abd | 3e  | 6e  | Abd | Abd | Abd | 3e  | 4e  | 3e  | 118    |
| 14  | Daniele Toffoli        | Alfa Romeo 33                              |     |     |     |     | Abd |     | 9e  | Abd | 6e  | 5e  | 8e  | 99     |
| 15  | Walter Voulaz          | Alfa Romeo 75 Turbo                        | 1er | 7e  | 10e | Abd | 4e  | 9e  | 8e  |     |     |     |     | 94     |
| 15  | Marcello Cipriani      | Alfa Romeo 75 Turbo                        | 1er | 7e  | 10e | Abd | 4e  | 9e  | 8e  |     |     |     |     | 94     |

DSQ = disqualifié
Abd = abandon
Système de distribution des points : 20-15-12-10-8-6-4-3-2-1, les 10 premiers au général et les 10 premiers de chaque classe sont récompensés. Ainsi un pilote peut gagner jusqu'à 40 points lors d'une course. Les points ne sont accordés qu'aux pilotes enregistrées pour le championnat du monde.

### Écuries
| Classement | Écurie                       | Points |
| 1          | Eggenberger Texaco Ford No 7 | 268    |
| 2          | Schnitzer BMW M3 No 46       | 214    |
| 3          | Schnitzer BMW M3 No 40       | 200    |
| 4          | Eggenberger Texaco Ford No 6 | 193    |
| 5          | Bigazzi BMW M3 No 43         | 164    |
| 6          | CiBiEmme Sport BMW M3 No 42  | 158    |

Système de distribution des points: 20-15-12-10-8-6-4-3-2-1, les 10 premiers au général et les 10 premiers de chaque classe sont récompensés. Ainsi une voiture peut gagner jusqu'à 40 points lors d'une course. Les points ne sont accordés qu'aux écuries enregistrées pour le championnat du monde.